# Zuzana Kročová
Zuzana Kročová (* 9. září 1960 Nové Město na Moravě) je česká vysokoškolská pedagožka, vědecká pracovnice v oboru molekulární patologie, imunologie a genetiky. V letech 2020–2024 byla rektorkou–velitelkou Univerzity obrany v Brně, první ženou v této funkci. Roku 2021 byla jmenována historicky druhou českou generálkou.

## Životopis
Zuzana Kročová vystudovala Přírodovědeckou fakultu UJEP v Brně (dnešní Masarykova univerzita), obor fyzikální chemie. V roce 1993 nastoupila na Vojenskou lékařskou akademii JEP v Hradci Králové, která se v roce 2004 stala Fakultou vojenského zdravotnictví Univerzity obrany.
Po ukončení fakulty pracovala v Těchoníně, kde byl výzkumný ústav Varšavské smlouvy, studovala infekce z pohledu imunitního systému. V roce 2001 absolvovala doktorské studium v oboru klinická imunologie na Lékařské fakultě Univerzity Palackého. Vědecká činnost byla po dlouhou dobu hlavní náplní Zuzany Kročové.
V roce 2013 dokončila habilitační řízení v programu infekční biologie na Fakultě vojenského zdravotnictví Univerzity obrany v Hradci Králové.
Od roku 2014 pracuje jako vedoucí Katedry molekulární patologie a biologie. Svou vědeckou činnost postavila na vysoce infekčních biologických agens. Jedná se o vysoce infekční biologický materiál (bakterie, viry) nebo jejich produkty, schopné vyvolat infekční onemocnění nebo otravy lidí, zvířat nebo rostlin. Jsou užívány proti státům nebo skupině obyvatel.
V roce 2006 se stala příslušnicí Armády ČR a v roce 2015 absolvovala Kurz generálního štábu. Profesorkou pro obor infekční biologie byla jmenována prezidentem ČR Milošem Zemanem dne 10. března 2021, jmenovací dekret převzala dne 20. dubna 2021.
Dne 29. července 2020 byla jmenována prezidentem republiky Milošem Zemanem do funkce rektorky–velitelky Univerzity obrany na funkční období od 1. srpna 2020 do 31. července 2024. Dne 8. května 2021 ji prezident Zeman jmenoval brigádní generálkou, po Lence Šmerdové historicky druhou v historii samostatné České republiky.